# Ich bin Alle
Ich bin Alle (Originaltitel: I Am All Girls) ist ein südafrikanischer Spielfilm des Regisseurs Donovan Marsh von 2021. Der Thriller erzählt von polizeilichen Ermittlungen in Kindesentführung und -missbrauch in Südafrika. Der Filmtitel bezieht sich auf die Bedeutung des Namens eines der missbrauchten Mädchen, welches sich als Erwachsene an den Peinigern einst entführter Mädchen rächt.

## Handlung
Die Kriminalpolizistin Jodie Snyman ermittelt bei der Polizei Johannesburg in Fällen von Kindesmissbrauch und -entführung. Wegen Erfolglosigkeit und zu eigenmächtigem Vorgehen wird sie durch ihren Captain von dem Ermittlungsbereich abgezogen und zusammen mit ihrem Kollegen Samuel Arendse als Ermittlerin in einem Mordfall an einem Mann ernannt. Dieser wurde in einem öffentlichen Park tot aufgefunden, auf seiner offenen Brust sind unbekannte Initialen blutig eingeritzt. In der Folge ereignen sich ähnliche Mordfälle an Männern, denen andere Initialen auf ihrer Brust eingeritzt wurden. Für den Zuschauer wird klar, dass die Morde maskiert durch die junge Frau Ntombizonke Bapai verübt werden, welche Forensikerin bei der Johannesburger Polizei und enge Freundin von Jodie ist. Rückblenden verdeutlichen, dass Ntombizonke im Jugendalter als eines mehrerer Mädchen entführt und dem Politiker FJ Nolte als Sexsklavin zur Verfügung gestellt wurde. Andere Mädchen wurden von den Entführern, verantwortet durch Nolte, in den Nahen Osten verkauft. Jodie findet heraus, dass die Initialen auf den Toten zu den Namen einst entführter Mädchen gehören und die Morde aus Rache an deren Peinigern verübt werden. Dabei hilft ihr auch das Jahre alte Video der polizeilichen Vernehmung von Gert de Jager, der dabei über die Entführung von sechs Mädchen berichtet und einen südafrikanischen Politiker als Hintermann beschuldigt, ohne dessen Namen zu nennen. Kurz nach der Vernehmung war de Jager in Haft ermordet worden. In der Gegenwart vermutet die Polizei, dass die Morde an den Männern auch mit polizeilichem Insiderwissen verübt worden sein müssen. Auch deshalb gerät Ntombizonke in Jodies Ermittlungsfokus. Jodie sieht ihren Verdacht bestätigt, als sie Ntombizonke als Mädchen gemeinsam auf einem Foto mit Nolte entdeckt. Sie begibt sich, ebenso wie Samuel, nachts zu der Lodge, die Nolte und den Entführern nach wie vor als Treffpunkt für die Übergabe entführter Mädchen an die Käufer dient. Während Jodie die Übergabe einer Handvoll entführter Mädchen an Käufer aus dem Nahen Osten beobachtet, versucht Samuel im Alleingang, Nolte und die Entführer zu verhaften. Es kommt zum Schusswechsel, bei dem Ntombizonke, deren Name so viel wie Alle Mädchen bedeutet, und Samuel tödlich getroffen werden. Die arabischen Käufer entkommen indes mit den Mädchen. Etwas später dringt Jodie inoffiziell in Noltes Privathaus ein und erschießt ihn, ehe seine Leiche mit den auf die Brust eingeritzten Initialen von Ntombizonke aufgefunden wird. Zum Schluss ist Jodie privat an einem Flughafen zu sehen, den sie mit einem Flugzeug einer iranischen Fluglinie verlassen möchte.

## Veröffentlichung
Der Film erschien am 14. Mai 2021 bei Netflix, so auch auf Deutsch.

## Kritik
Das Lexikon des Internationalen Films vergab dem Film eine Bewertung in Höhe von drei von fünf möglichen Sternen. Er sei ein „spannender und im Blick auf die Themen Kindesmissbrauch und Kinderhandel unter die Haut gehender Genrefilm, dessen unkritische Selbstjustiz-Darstellung als Lösungsansatz arg unterkomplex“ bleibe.